# Bandon (Oregon)
Bandon is een plaats (city) in de Amerikaanse staat Oregon, en valt bestuurlijk gezien onder Coos County.

## Demografie
Bij de volkstelling in 2000 werd het aantal inwoners vastgesteld op 2833.
In 2006 is het aantal inwoners door het United States Census Bureau geschat op 2901, een stijging van 68 (2,4%).

## Geografie
Volgens het United States Census Bureau beslaat de plaats een oppervlakte van
8,0 km², waarvan 7,1 km² land en 0,9 km² water. Bandon ligt op ongeveer 31 m boven zeeniveau.

## Plaatsen in de nabije omgeving
De onderstaande figuur toont nabijgelegen plaatsen in een straal van 32 km rond Bandon.